# Brachypalpus alopex
Brachypalpus alopex är en tvåvingeart som först beskrevs av Osten Sacken 1877.  Brachypalpus alopex ingår i släktet mulmblomflugor, och familjen blomflugor. Inga underarter finns listade i Catalogue of Life.